# Trioceros cristatus
Trioceros cristatus  es una especie de lagarto iguanio de la familia de los camaleones, nativo de África Occidental y Central.

## Distribución y hábitat
Se distribuye por África Occidental y Central en Camerún, República Centroafricana, República del Congo, República Democrática del Congo, Guinea Ecuatorial, Gabón y Nigeria.
Su hábitat se compone de bosque tropical, incluyendo bosque secundario y bosque perturbado, sabana boscoso y bosque entremezaclado con pequeños campos agrícolas. Su rango altitudinal oscila entre 10 y 900 m s. n. m.

## Estado de conservación
Esta especie tiene la capacidad de adaptarse a una degradación limitada de su hábitat natural, pero no soporta cambios agudos y a gran escala, como los causados por la tala de bosques y el monocultivo a gran escala. Las poblaciones de Trioceros cristatus también son afectados por el comercio de animales salvajes, y la especie ha sido incluido en el Apéndice II de CITES para limitar sus efectos.